# Bataille de Maiwand
 (juillet 2021).
Si vous disposez d'ouvrages ou d'articles de référence ou si vous connaissez des sites web de qualité traitant du thème abordé ici, merci de compléter l'article en donnant les références utiles à sa vérifiabilité et en les liant à la section « Notes et références ».
Seconde guerre anglo-afghane
Batailles
Bataille d'Ali Masjid - Bataille de Peiwar Kotal - Bataille des collines d'Asmaï - Siège de Sherpur - Bataille d'Ahmed Khel - Bataille de Maiwand - Bataille de Kandahar (1880)
La bataille de Maiwand, qui a lieu le 27 juillet 1880, est l'une des principales confrontations de la seconde guerre anglo-afghane.
Sous la direction de Malalai Anaa, héroïne légendaire de l'Afghanistan, les Afghans suivirent Ayub Khan qui défit l'armée britannique dans l'une des rares victoires d'une armée asiatique contre une puissance coloniale au XIXe siècle.